# Liste des cardinaux créés par Calixte III (antipape)
L'antipape Calixte III (1168-1178) a créé 11 pseudo-cardinaux.

## Pseudo-cardinaux-évêques
- Giovanni, évêque de Sabina
- Siro, évêque de Pavie

## Pseudo-cardinaux-prêtres
- Ottone, titre de S. Lorenzo in Damaso
- Stefano, titre de Ss. Silvestro e Martino
- Gero, titre de S. Stefano al Monte Celio

## Pseudo-cardinaux-diacres
- Stefano, diacre de S. Eustachio
- Niccolò, diacre de S. Maria in Monasterio
- Wilfrid, diacre de S. Maria in Portico Octaviae
- Ughicio, diacre de S. Maria Nuova
- Guglielmo, diacre de Ss. Sergio e Bacco
- Sisto